# Felipe Reyes
Felipe Reyes Cabanás (Córdoba, España, 16 de marzo de 1980) es un exbaloncestista español que disputó 23 temporadas como profesional, ganando un total de 24 títulos. Con la selección española de baloncesto consiguió un total de 10 medallas en competiciones internacionales. Con 2,04 metros de estatura, jugaba en la posición de ala-pívot.
Es hermano del también exjugador de baloncesto Alfonso Reyes (n. 1971).
Como internacional español, formó parte de la exitosa generación conocida como los «Júniors de Oro», que se proclamó campeona europea juvenil en 1998 y campeona mundial júnior en 1999. Fue internacional absoluto con la selección española entre 2001 y 2016, totalizando 236 partidos, que le convierten en el cuarto baloncestista con más internacionalidades de la historia de España. Con ella conquistó diez medallas entre los tres grandes campeonatos, habiéndose proclamado entre otros éxitos, campeón del mundo en 2006, tricampeón de Europa en 2009, 2011 y 2015, y doble subcampeón olímpico en Pekín 2008 y Londres 2012.

## Trayectoria

### C.B. Estudiantes
Felipe, hermano pequeño del exbaloncestista Alfonso Reyes, comenzó su carrera en el Instituto Ramiro de Maeztu y en la cantera del Club Baloncesto Estudiantes. Pasó por el equipo de este club de la liga EBA (1998) a las órdenes de Yayi Martínez y al primer equipo con varias intervenciones en 1998, siendo su incorporación definitiva a la plantilla de Estudiantes en 1999. Destacó ya desde sus primeros años, pero fue al tercero (2000) cuando demostró todo su potencial (10,3 puntos y 5,4 rebotes). A partir de ahí, su juego fue mejorando año a año, llegando a 16,9 puntos y 10,4 rebotes en el año 2002. 

### Real Madrid
En el año 2004 fichó por el Real Madrid, debutando con el dorsal 14, y ganó la liga ACB, promediando 9 puntos y 6 rebotes en liga regular y 8,6 puntos y 7 rebotes en playoffs. Después de esa temporada cambió su dorsal por el número 9, tras la salida de Antonis Fotsis.
La temporada (2006/07) es, de momento, la mejor de su carrera, confirmándose como uno de los mejores pívots de Europa. Promedió 13 puntos y 6 rebotes. Además de conseguir la Liga ACB y la Copa ULEB con el Real Madrid, y el subcampeonato de la Copa del Rey. A nivel individual, es nombrado jugador más valioso de los playoffs ACB.
Fue elegido en el quinteto ideal de la Liga ACB 2008/09 como mejor pívot, y MVP de la liga regular, siendo el jugador que promedió una mayor valoración a lo largo de toda la temporada.
En septiembre de 2011 se proclama, como jugador de la selección española de baloncesto, campeón del Eurobasket 2011, siendo él mismo el encargado de levantar la copa de campeones. A pesar de no ser el capitán del equipo se lo dieron a él primero como homenaje al fallecimiento de su padre durante el torneo.
En marzo de 2017 se convierte en el jugador que más rebotes ha cogido en la liga ACB, con 4.293, superando el récord que tenía Granger Hall.
En noviembre de 2017 se convierte en el jugador con más rebotes de la historia de la Euroliga, superando al griego Ioannis Bourousis, con un total de 1604 rebotes capturados.
En mayo de 2018 en la eliminatoria por el título que le enfrenta al CB Gran Canaria, supera el récord de Rafael Jofresa y, con 757 partidos en ACB, se convierte en el jugador que más partidos ha jugado en dicha liga.
En la Supercopa de España 2018, Felipe Reyes con 38 años, 6 meses y 5 días se convirtió en el jugador del Real Madrid más veterano en jugar un partido oficial, superando el anterior récord en posesión de Toñín Llorente desde el año 2002.
En febrero de 2019 jugó su partido número 779 en la máxima categoría del baloncesto español, superando así el vigente récord de Joan Creus (quien había jugado 585 partidos en la Liga ACB y 193 en la antigua Liga Nacional de baloncesto, para un total 778 entre las dos competiciones).
Entre febrero y marzo de 2019 se convierte en el jugador con más partidos disputados en la Copa del Rey y Euroliga, superando en ambas competiciones a Juan Carlos Navarro.
En junio de 2019 juega su partido número 1000 con la camiseta del Real Madrid.
En septiembre de 2019 es el jugador con más partidos disputados en la Supercopa de España con 23 encuentros; también es el máximo rebotador de la historia de la competición con 102 y el segundo máximo anotador con 246.
En julio de 2020, a los 40 años, renueva por un año más su contrato con el Real Madrid. Con 17 temporadas en el equipo, iguala a Fernando Romay y Juan Antonio Corbalán, sólo superados por  Rafael Rullán, que jugó durante 18 años.
El 24 de junio de 2021 anunció su retirada en un acto de despedida organizado por su club, poniendo fin a 23 años de carrera profesional en el baloncesto.

## Selección nacional

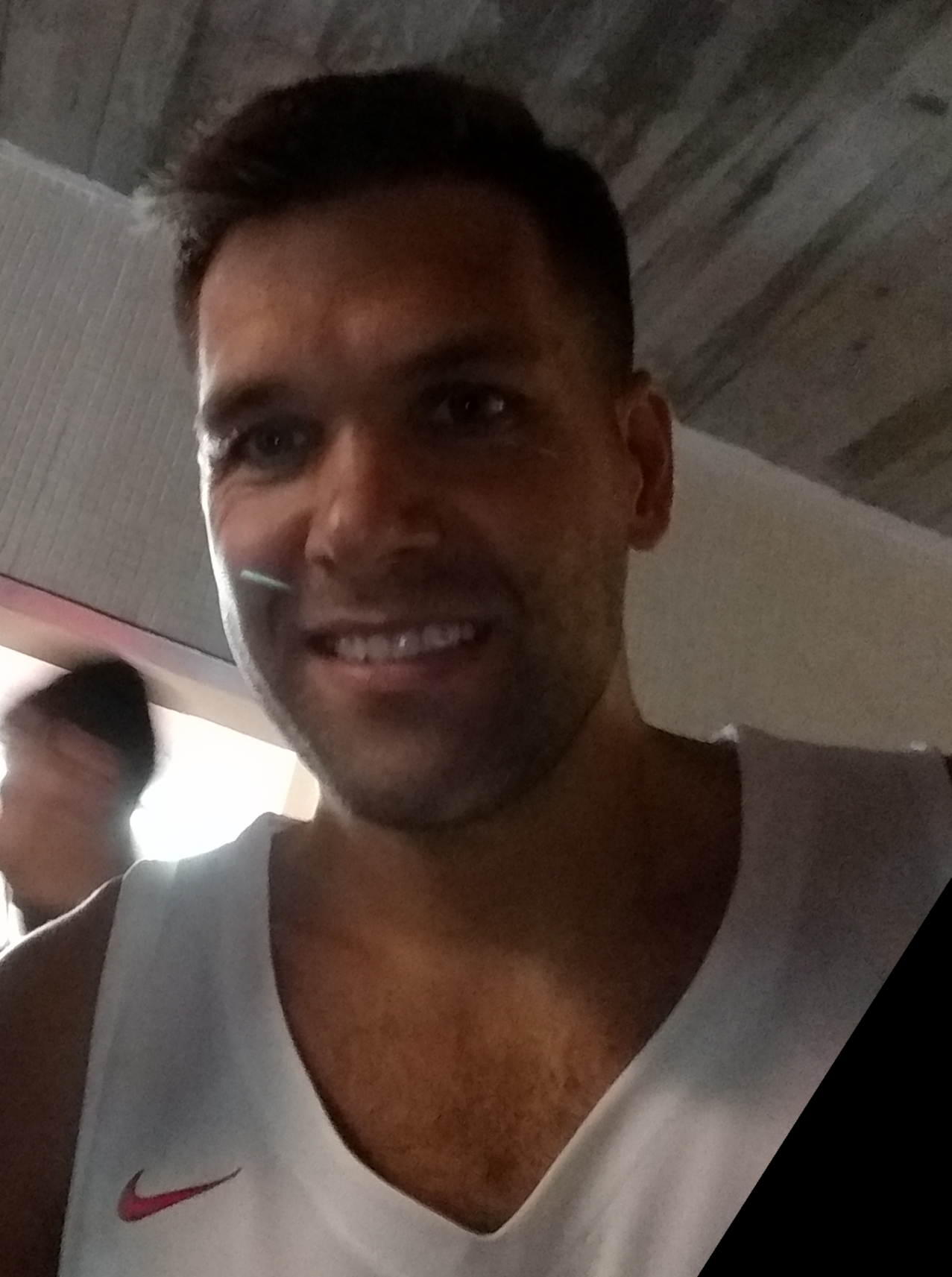
Felipe Reyes en julio de 2018.

### Categorías inferiores
La trayectoria de Felipe Reyes como internacional, comenzó en las categorías inferiores de España, con las que disputó un total de 54 encuentros. Forma parte junto a otros grandes jugadores como Pau Gasol, Juan Carlos Navarro, Raúl López, Berni Rodríguez o José Manuel Calderón, de la generación conocida como los «Júniors de Oro», que se proclamó campeona europea sub-18 en 1998 y campeona mundial júnior en 1999.

### Selección absoluta
Fue internacional absoluto con la selección española entre 2001 y 2016, totalizando 236 partidos, que le convierten en el cuarto baloncestista con más internacionalidades de la historia de España. En total logró diez medallas, un oro en el Mundial de 2006, seis medallas en Europeos (tres oros, dos platas y un bronce) y tres medallas en Juegos Olímpicos (dos platas y un bronce).

## Palmarés

### Selección nacional
Júnior
- Campeón en el Europeo sub-18 de Varna 1998.
- Campeón en el Mundial sub-19 de Lisboa 1999.
- Medalla de Bronce en el Europeo sub-20 de Ohrid 2000.

Absoluta
- Medalla de Bronce en el Eurobasket 2001 de Turquía.
- Subcampeón en el Eurobasket 2003 de Suecia.
- Campeón en el Campeonato del Mundo de 2006 de Japón.
- Subcampeón en el Eurobasket 2007 de España.
- Medalla de Plata en los Juegos Olímpicos de Pekín 2008.
- Campeón en el Eurobasket 2009 de Polonia.
- Campeón en el Eurobasket 2011 de Lituania.
- Medalla de Plata en los Juegos Olímpicos de Londres 2012.
- Medalla de Oro en el Eurobasket 2015 de Francia.
- Medalla de Bronce en los Juegos Olímpicos de Río 2016.

### Clubes
CB Estudiantes
- Copa del Rey (1): 2000.

Real Madrid
- Copa Intercontinental (1): 2015.
- Euroliga (2): 2015, 2018.
- Eurocup (1): 2007.
- Liga ACB (7): 2005, 2007, 2013, 2015, 2016, 2018, 2019.
- Copa del Rey (6): 2012, 2014, 2015, 2016, 2017, 2020.
- Supercopa de España (6): 2012, 2013, 2014, 2018, 2019, 2020.

### Individual
- MVP temporada ACB (2): 2009 y 2015.
- MVP final ACB (2): 2007 y 2013.
- Quinteto Ideal de la ACB (4): 2007, 2008, 2009 y 2015.
- Quinteto Ideal de la Euroliga: 2015.
- EuroLeague Basketball Legend Award: 2022.
- Hall of Fame del Baloncesto Español (2023)

## Récords
Liga ACB, Copa del Rey y Supercopa
- Jugador con más partidos disputados y rebotes capturados  en  Liga ACB, Copa del Rey y en la Supercopa.
- Jugador con más partidos disputados en la máxima categoría de liga española (Computando Liga ACB y antigua Liga Nacional).
- Jugador que más rebotes ofensivos ha cogido en un partido en ACB, con 13 rechaces el 29/03/2003 contra el CB Valladolid. (Récord compartido con Bernard Hopkins y Salva Guardia).

Real Madrid
- Jugador más veterano en vestir la camiseta del Real Madrid.
- Jugador con más robos de balón.

Selección
- Cuarto jugador que más partidos ha jugado con España (236); por detrás de Rudy Fernández (255), Juan Carlos Navarro (253) y Juan Antonio San Epifanio (239).
- Tercer jugador con más medallas en competiciones internacionales con España (10), empatado con Juan Carlos Navarro y por detrás de Pau Gasol y Rudy Fernández (11).

## Estadísticas

### Liga ACB
|  | Temporada en la que se proclama campeón de la Liga ACB |

Temporada regular
| Temporada | Equipo      | PJ  | MPP  | %T2  | %3P  | %TL  | RPP  | ROP | APP | ROB | TPP | PPP  | VAL  |
| --------- | ----------- | --- | ---- | ---- | ---- | ---- | ---- | --- | --- | --- | --- | ---- | ---- |
| 1998-99   | Estudiantes | 4   | 8.5  | 27.3 | 0.0  | 0.0  | 2.0  | 1.5 | 0.3 | 0.5 | 0.3 | 1.5  | 0.8  |
| 1999-00   | Estudiantes | 31  | 16.8 | 49.3 | -    | 54.5 | 4.2  | 2.2 | 0.4 | 0.6 | 0.3 | 5.9  | 5.8  |
| 2000-01   | Estudiantes | 30  | 18.1 | 53.7 | -    | 62.2 | 5.4  | 2.3 | 0.6 | 1.0 | 0.5 | 10.3 | 12.2 |
| 2001-02   | Estudiantes | 33  | 20.2 | 51.8 | 0.0  | 52.7 | 6.4  | 2.9 | 0.6 | 1.1 | 0.5 | 10.7 | 11.4 |
| 2002-03   | Estudiantes | 34  | 31.2 | 53.5 | 0.0  | 61.2 | 10.4 | 5.3 | 1.4 | 1.9 | 0.4 | 16.9 | 22.4 |
| 2003-04   | Estudiantes | 34  | 28.2 | 55.9 | 33.3 | 56.9 | 8.2  | 3.2 | 1.6 | 1.1 | 0.8 | 14.8 | 17.9 |
| 2004-05   | Real Madrid | 31  | 21.8 | 53.7 | -    | 49.2 | 6.2  | 2.5 | 0.6 | 1.2 | 0.5 | 9.1  | 11.1 |
| 2005-06   | Real Madrid | 34  | 26.2 | 50.9 | -    | 63.8 | 8.0  | 2.9 | 1.1 | 1.6 | 0.7 | 11.2 | 16.0 |
| 2006-07   | Real Madrid | 33  | 24.6 | 57.0 | -    | 62.3 | 6.3  | 2.3 | 0.8 | 1.4 | 0.5 | 12.4 | 16.2 |
| 2007-08   | Real Madrid | 29  | 23.1 | 54.4 | 40.0 | 69.0 | 6.9  | 3.0 | 1.2 | 1.3 | 0.3 | 13.8 | 18.0 |
| 2008-09   | Real Madrid | 30  | 28.1 | 54.9 | 16.7 | 72.3 | 9.4  | 3.8 | 1.8 | 1.3 | 0.3 | 16.3 | 22.7 |
| 2009-10   | Real Madrid | 20  | 18.3 | 50.9 | 50.0 | 75.7 | 4.7  | 1.6 | 1.1 | 0.5 | 0.2 | 8.9  | 11.3 |
| 2010-11   | Real Madrid | 33  | 19.2 | 44.3 | 22.2 | 77.7 | 5.1  | 1.8 | 1.1 | 0.7 | 0.2 | 9.0  | 10.7 |
| 2011-12   | Real Madrid | 34  | 17.5 | 52.4 | 0.0  | 81.2 | 6.0  | 2.3 | 0.5 | 0.4 | 0.3 | 8.6  | 11.9 |
| 2012-13   | Real Madrid | 33  | 18.3 | 53.5 | 23.5 | 79.5 | 5.6  | 2.3 | 0.5 | 0.8 | 0.4 | 9.7  | 12.8 |
| 2013-14   | Real Madrid | 31  | 17.3 | 54.5 | 31.8 | 81.1 | 4.6  | 1.3 | 0.9 | 1.0 | 0.3 | 9.4  | 12.9 |
| 2014-15   | Real Madrid | 32  | 19.5 | 54.5 | 23.5 | 78.2 | 5.5  | 2.4 | 1.0 | 0.8 | 0.4 | 12.0 | 15.1 |
| 2015-16   | Real Madrid | 31  | 16.3 | 52.3 | 22.2 | 82.5 | 4.8  | 2.1 | 1.1 | 0.7 | 0.1 | 9.5  | 11.8 |
| 2016-17   | Real Madrid | 32  | 14.6 | 55.5 | 9.1  | 79.6 | 5.1  | 2.3 | 0.8 | 0.6 | 0.1 | 7.4  | 11.9 |
| 2017-18   | Real Madrid | 30  | 14.8 | 59.3 | 0.0  | 72.2 | 4.4  | 2.1 | 1.0 | 0.4 | 0.1 | 8.3  | 10.5 |
| 2018-19   | Real Madrid | 31  | 11.8 | 59.6 | 22.2 | 78.8 | 3.3  | 1.3 | 0.6 | 0.4 | 0.3 | 5.7  | 8.5  |
| 2019-20   | Real Madrid | 11  | 9.5  | 40.0 | 50.0 | 84.6 | 3.0  | 1.7 | 0.5 | 0.2 | 0.1 | 4.6  | 5.2  |
| 2020-21   | Real Madrid | 11  | 6.7  | 31.6 | 33.3 | 71.4 | 1.8  | 0.5 | 0.4 | 0.1 | 0.0 | 1.8  | 1.8  |
| Total     |             | 652 | 20   | 53.3 | 24.0 | 68.4 | 5.9  | 2.5 | 0.9 | 0.9 | 0.4 | 10.2 | 13.2 |

Playoffs
| Año   | Equipo      | PJ  | MPP  | %T2  | %3P  | %TL  | RPP | ROP | APP | ROB | TPP | PPP  | VAL  |
| ----- | ----------- | --- | ---- | ---- | ---- | ---- | --- | --- | --- | --- | --- | ---- | ---- |
| 2000  | Estudiantes | 7   | 15   | 38.5 | -    | 67.9 | 2.7 | 0.9 | 0.4 | 0.4 | 0.6 | 5.6  | 5.3  |
| 2001  | Estudiantes | 4   | 20.3 | 40.0 | -    | 81.8 | 6.3 | 3.3 | 0.0 | 1.3 | 0.0 | 11.8 | 15.8 |
| 2002  | Estudiantes | 8   | 20.5 | 42.6 | -    | 55.8 | 4.5 | 2.0 | 0.5 | 1.5 | 0.4 | 9.5  | 8.0  |
| 2003  | Estudiantes | 6   | 21.2 | 51.4 | 50.0 | 41.7 | 7.5 | 3.3 | 0.8 | 1.3 | 0.2 | 8.5  | 12.5 |
| 2004  | Estudiantes | 14  | 24.1 | 48.5 | -    | 62.3 | 5.9 | 2.6 | 0.8 | 1.2 | 0.6 | 12.7 | 13.1 |
| 2005  | Real Madrid | 13  | 22.8 | 43.2 | 0.0  | 60.9 | 7.0 | 3.0 | 1.2 | 1.6 | 0.4 | 8.6  | 13.2 |
| 2006  | Real Madrid | 4   | 34.0 | 59.2 | -    | 73.7 | 9.3 | 3.3 | 1.3 | 1.3 | 0.3 | 18.0 | 21.5 |
| 2007  | Real Madrid | 13  | 26.2 | 54.3 | 0.0  | 67.7 | 5.7 | 2.4 | 1.3 | 0.8 | 0.4 | 13.1 | 14.3 |
| 2008  | Real Madrid | 2   | 26.5 | 41.7 | -    | 45.5 | 5.5 | 3.5 | 1.5 | 1.5 | 0.0 | 12.5 | 11.0 |
| 2009  | Real Madrid | 6   | 24.8 | 55.6 | 0.0  | 62.5 | 6.5 | 1.3 | 2.0 | 1.0 | 0.0 | 11.7 | 14.7 |
| 2010  | Real Madrid | 8   | 25.6 | 61.2 | 36.8 | 65.0 | 7.1 | 2.0 | 0.8 | 0.9 | 0.3 | 11.8 | 13.8 |
| 2011  | Real Madrid | 6   | 20.7 | 41.7 | 0.0  | 69.6 | 4.7 | 1.8 | 1.5 | 1.0 | 0.2 | 7.7  | 9.3  |
| 2012  | Real Madrid | 12  | 14.9 | 50.0 | -    | 64.3 | 5.7 | 2.5 | 0.5 | 0.3 | 0.0 | 7.3  | 10.2 |
| 2013  | Real Madrid | 10  | 19.9 | 51.4 | 11.1 | 76.7 | 5.1 | 3.1 | 0.2 | 0.7 | 0.3 | 10.8 | 11.4 |
| 2014  | Real Madrid | 10  | 19.0 | 58.8 | 0.0  | 69.6 | 4.8 | 2.4 | 1.2 | 0.3 | 0.1 | 11.2 | 12.8 |
| 2015  | Real Madrid | 9   | 20.2 | 60.0 | 40.0 | 83.3 | 3.3 | 1.2 | 1.2 | 0.2 | 0.6 | 12.6 | 14.3 |
| 2016  | Real Madrid | 11  | 14.2 | 56.9 | 0.0  | 81.4 | 2.9 | 1.5 | 0.7 | 0.9 | 0.1 | 9.2  | 11.1 |
| 2017  | Real Madrid | 10  | 14.6 | 67.4 | 0.0  | 87.5 | 4.4 | 1.9 | 0.7 | 0.2 | 0.2 | 7.2  | 11.4 |
| 2018  | Real Madrid | 9   | 14.2 | 52.8 | 33.3 | 71.4 | 3.7 | 2.3 | 1.1 | 0.0 | 0.0 | 6.8  | 9.1  |
| 2019  | Real Madrid | 6   | 5.7  | 50.0 | 20.0 | 75.0 | 1.3 | 0.5 | 0.2 | 0.3 | 0.0 | 3.0  | 3.3  |
| Total |             | 168 | 20   | 51.9 | 22.4 | 68.2 | 5.1 | 2.2 | 0.9 | 0.8 | 0.3 | 9.8  | 11.7 |

### Euroliga
|  | Temporada en la que se proclama campeón de la Euroliga |

| Temporada | Equipo      | PJ  | PT  | MPP  | %T2  | %3P  | %TL  | RPP | APP | ROB | TPP | PPP  | VAL  |
| --------- | ----------- | --- | --- | ---- | ---- | ---- | ---- | --- | --- | --- | --- | ---- | ---- |
| 2000–01   | Estudiantes | 12  | 7   | 15.8 | 54.7 | -    | 63.8 | 4.1 | 0.6 | 0.8 | 0.3 | 7.9  | 8.4  |
| 2004–05   | Real Madrid | 17  | 14  | 22.8 | 39.8 | -    | 56.0 | 7.7 | 1.2 | 1.6 | 0.4 | 6.8  | 10.9 |
| 2005–06   | Real Madrid | 22  | 22  | 26.5 | 50.7 | -    | 60.6 | 7.5 | 1.4 | 1.1 | 0.3 | 9.8  | 13.5 |
| 2007–08   | Real Madrid | 19  | 10  | 24.4 | 50.0 | -    | 60.4 | 7.1 | 0.9 | 1.3 | 0.5 | 12.6 | 15.8 |
| 2008–09   | Real Madrid | 19  | 10  | 24.4 | 50.0 | 50.0 | 80.0 | 6.5 | 1.1 | 1.3 | 0.1 | 13.6 | 15.8 |
| 2009–10   | Real Madrid | 14  | 2   | 17.8 | 43.2 | 0    | 78.0 | 5.0 | 0.9 | 0.8 | 0.1 | 7.3  | 9.1  |
| 2010–11   | Real Madrid | 21  | 21  | 19.1 | 42.2 | 20.0 | 83.8 | 5.5 | 0.9 | 0.4 | 0.2 | 8.7  | 9.8  |
| 2011-12   | Real Madrid | 16  | 0   | 18.5 | 46.8 | -    | 79.3 | 6.3 | 0.6 | 0.6 | 0.2 | 8.4  | 11.3 |
| 2012-13   | Real Madrid | 29  | 0   | 18.1 | 45.6 | 29.4 | 70.6 | 5.1 | 0.5 | 0.5 | 0.3 | 7.6  | 8.9  |
| 2013-14   | Real Madrid | 30  | 0   | 16.5 | 46.2 | 30.4 | 85.5 | 4.8 | 0.7 | 0.3 | 0.2 | 9.1  | 10.3 |
| 2014-15   | Real Madrid | 30  | 20  | 19.1 | 50.2 | 29.4 | 81.4 | 5.1 | 1.0 | 0.5 | 0.3 | 10.7 | 13.3 |
| 2015-16   | Real Madrid | 26  | 20  | 18.9 | 52.7 | 41.1 | 82.9 | 5.9 | 0.9 | 0.5 | 0.2 | 10.8 | 13.9 |
| 2016-17   | Real Madrid | 31  | 18  | 12.2 | 49.5 | 33.3 | 82.1 | 2.8 | 0.7 | 0.3 | 0.3 | 5.3  | 6.9  |
| 2017-18   | Real Madrid | 35  | 7   | 15.3 | 58.9 | 42.9 | 79.3 | 4.3 | 0.8 | 0.2 | 0.2 | 8.4  | 10.9 |
| 2018-19   | Real Madrid | 23  | 1   | 8.9  | 60.4 | 0.0  | 93.5 | 2.1 | 0.3 | 0.3 | 0.0 | 4.0  | 5.0  |
| 2019-20   | Real Madrid | 7   | 0   | 8.0  | 50.0 | 20.0 | 83.3 | 1.6 | 0.4 | 0.3 | 0.1 | 3.4  | 2.4  |
| 2020-21   | Real Madrid | 5   | 0   | 4.2  | 28.6 | 0.0  | 75.0 | 1.2 | 0.2 | 0.2 | 0.2 | 1.4  | 0.8  |
| Total     |             | 357 | 157 | 17.5 | 49.8 | 32.0 | 74.9 | 5.0 | 0.8 | 0.6 | 0.2 | 8.5  | 10.6 |

### Eurocup
|  | Temporada en la que se proclama campeón de la Eurocup |

| Temporada | Equipo      | PJ | PT | MPP  | %T2  | %3P  | %TL  | RPP | APP | ROB | TPP | PPP  | VAL  |
| --------- | ----------- | -- | -- | ---- | ---- | ---- | ---- | --- | --- | --- | --- | ---- | ---- |
| 2002–03   | Estudiantes | 16 | 15 | 25.0 | 62.3 | 0    | 65.2 | 8.2 | 0.8 | 1.4 | 0.8 | 13.6 | 18.9 |
| 2003–04   | Estudiantes | 16 | 11 | 23.8 | 50.7 | 50.0 | 57.5 | 7.3 | 1.8 | 0.8 | 0.3 | 11.7 | 13.6 |
| 2006–07   | Real Madrid | 16 | 7  | 21.5 | 49.6 | -    | 63.6 | 7.6 | 0.8 | 1.3 | 0.4 | 10.4 | 14.7 |
| Total     |             | 48 | 33 | 23.5 | 53.9 | 25.0 | 62.6 | 7.7 | 1.1 | 1.1 | 0.5 | 11.9 | 15.7 |

### Competiciones internacionales
Eurobasket
| Año  | PJ | MPP  | %T2  | %3P  | %TL  | RPP | ROP | APP | ROB | TPP | PPP  | VAL  |
| ---- | -- | ---- | ---- | ---- | ---- | --- | --- | --- | --- | --- | ---- | ---- |
| 2001 | 7  | 2.0  | 25.0 | -    | 80.0 | 1.4 | 0.9 | 0.0 | 0.4 | 0.0 | 1.7  | 1.9  |
| 2003 | 6  | 12.2 | 62.5 | -    | 70.0 | 4.7 | 1.3 | 0.2 | 0.2 | 0.7 | 4.5  | 4.2  |
| 2005 | 6  | 23.1 | 41.3 | -    | 61.4 | 7.7 | 3.2 | 0.3 | 1.2 | 0.8 | 10.8 | 11.5 |
| 2007 | 9  | 19.0 | 47.5 | -    | 64.3 | 5.9 | 2.3 | 0.8 | 0.6 | 0.1 | 7.4  | 7.8  |
| 2009 | 9  | 20.4 | 46.3 | 25.0 | 74.1 | 5.3 | 2.0 | 1.1 | 0.8 | 0.2 | 8.1  | 8.2  |
| 2011 | 11 | 10.4 | 56.1 | 0.0  | 56.3 | 2.7 | 1.1 | 0.9 | 0.2 | 0.1 | 5.0  | 4.0  |
| 2015 | 9  | 19.4 | 46.7 | 25.0 | 74.1 | 3.9 | 1.2 | 1.3 | 0.1 | 0.3 | 7.2  | 9.0  |

Mundial
| Año  | PJ | MPP  | %T2  | %3P  | %TL  | RPP | ROP | APP | ROB | TPP | PPP | VAL |
| ---- | -- | ---- | ---- | ---- | ---- | --- | --- | --- | --- | --- | --- | --- |
| 2002 | 9  | 8.1  | 58.6 | -    | 64.3 | 3.3 | 1.6 | 0.3 | 0.7 | 0.3 | 4.8 | 5.2 |
| 2006 | 9  | 4.1  | 53.8 | -    | 77.8 | 1.2 | 0.4 | 0.1 | 0.4 | 0.1 | 2.3 | 1.7 |
| 2010 | 9  | 17.2 | 43.5 | 33.3 | 57.1 | 5.9 | 1.3 | 0.7 | 0.8 | 0.1 | 6.4 | 5.4 |
| 2014 | 7  | 7.4  | 37.5 | 0.0  | 70.0 | 2.7 | 0.7 | 0.6 | 0.4 | 0.1 | 2.7 | 3.0 |

Juegos Olímpicos
| Año  | PJ | MPP  | %T2  | %3P  | %TL  | RPP | ROP | APP | ROB | TPP | PPP | VAL  |
| ---- | -- | ---- | ---- | ---- | ---- | --- | --- | --- | --- | --- | --- | ---- |
| 2004 | 7  | 14.2 | 52.5 | -    | 44.4 | 5.3 | 2.7 | 0.6 | 0.1 | 0.0 | 7.1 | 5.4  |
| 2008 | 8  | 18.3 | 57.9 | -    | 64.7 | 5.1 | 2.6 | 0.9 | 0.5 | 0.1 | 9.6 | 10.1 |
| 2012 | 8  | 10.5 | 30.0 | 0.0  | 75.0 | 3.5 | 1.5 | 0.3 | 0.0 | 0.3 | 3.4 | 3.1  |
| 2016 | 8  | 15.4 | 35.5 | 60.0 | 75.0 | 4.1 | 1.3 | 0.4 | 0.4 | 0.1 | 6.5 | 5.0  |